# Michael John Malone
Michael John Malone (* 23. Oktober 1939 in Willoughby) ist Altbischof von Maitland-Newcastle.

## Leben
Der Erzbischof von Sydney, Norman Thomas Kardinal Gilroy spendete ihm am 18. Juli 1964 die Priesterweihe.
Papst Johannes Paul II. ernannte ihn am 12. Dezember 1994 zum Koadjutorbischof von Maitland. Der Bischof von Maitland, Leo Morris Clarke, spendete ihm am 15. Februar desselben Jahres die Bischofsweihe; Mitkonsekratoren waren Patrick Laurence Murphy, Bischof von Broken Bay, und Peter William Ingham, Weihbischof in Sydney.
Mit dem Rücktritt Leo Morris Clarkes am 3. November 1995 folgte er ihm als Bischof von Maitland-Newcastle nach. Von seinem Amt trat er am 4. April 2011 zurück.